# Hans Kraemer (podjetnik)
Hans Kraemer, nemški, podjetnik, industrialec, publicist, menedžer, urednik in prevajalec, * 22. april 1870, Mannheim, † 24. november 1938, Berlin.

## Življenje
Kraemer je študiral naravoslovje in kulturno zgodovino v Heidelbergu in Berlinu. Od leta 1894 je objavljal velika ilustrirana dela. Deloval je tudi pod psevdonimi Demokrit, Hans Roemer in Gans Kremer.
Od leta 1899 je bil član uprave in direktor založbe Rotophot AG v Berlinu, ki jo je ustanovil. Leta 1911 je postal generalni direktor Sindikata globokega tiska. Bil je tudi član izvršnega odbora Rajhovskega združenja nemške industrije. Tam je bil tudi predsednik odbora za gospodarsko politiko. Bil je tudi član Začasnega gospodarskega sveta rajha in predsednik nemškega Odbora za razstave in sejme. Bil je član Lige za prenovo rajha.
Kraemer je bil del nemške delegacije na konferenci v Spaju leta 1920 in Ženevski konferenci leta 1922.

## Izbrana bibiliografija
Kraemer je kot avtor ali urednik sodeloval pri naslednjih delih:
- ——— (1895), Unser Bismarck
- ——— (1898–1902), Das neunzehnte Jahrhundert in Wort und Bild. 4 Bände
- ——— (1900), Die Ingenieurkunst auf der Pariser Weltausstellung
- ——— (1904), Weltall und Menschheit. Geschichte der Erforschung der Natur und der Verwertung der Naturkräfte im Dienste der Völker
- ——— (1906), Der Mensch und die Erde
- ——— (1918), Aus der Erde Schoß: die Entstehung, Gewinnung und Verwertung der Mineralien
- ——— (1918), Der Erde Frucht: Die Entstehung, Gewinnung und Verwertung der Pflanzen
- ——— (1918), Die Tiere als Freunde und Feinde des Menschen
- ——— (1918), Die Urkraft der Erde: Die Entstehung u. Verwertung d. Feuers im Dienste der Menschheit
- ——— (1918), Quellen und Wellen im Dienste des Kultus: Das Wasser und seine Kräfte im Dienste der Menschheit
- ——— (1918), Die Entstehung des Weltalls
- ——— (c. 1920), Reden des Fürsten Bismarck aus den Jahren 1847–1895
- ——— (Junij 1928), Neue Ausstellungspolitik. Vorträge gelegentlich der 1. Mitglieder-Versammlung des Deutschen Ausstellungs- und Messe-Amtes am 15, Köln
- ——— (1930), Europäische Handelspolitik unter Zugrundelegung des auf der Sitzung des Hauptausschusses des Reichsverbandes des Deutschen Industrie am 19. September 1930 gehaltenen Vortrages